# Dominique de Bonnefoy
Dominique de Bonnefoy (Badalona, 1350 circa – Spagna, 1430) è stato uno pseudocardinale spagnolo, creato dall'antipapa Benedetto XIII.

## Biografia
Nacque a Badalona intorno al 1350.
L'antipapa Benedetto XIII lo elevò al rango di (pseudo) cardinale nel concistoro del 22 maggio 1423. Il 24 agosto 1429, lasciando l'obbedienza avignonese, chiese perdono e giurò obbedienza a papa Martino V, rinunciando alla dignità cardinalizia.
Morì nel 1430 in Spagna.